# Anoplosiagum rufum
Anoplosiagum rufum är en skalbaggsart som beskrevs av Chapin 1932. Anoplosiagum rufum ingår i släktet Anoplosiagum och familjen Melolonthidae. Inga underarter finns listade i Catalogue of Life.